# Gretchen Albrecht
Pour les articles homonymes, voir Albrecht.
Gretchen Albrecht, née le 7 mai 1943 à Onehunga, est une peintre et sculptrice néo-zélandaise. 

## Biographie
Gretchen Albrecht naît le 7 mai 1943 à Onehunga. Elle est la fille de Reuben John et Joyce Winifred Fairburn (née Grainger) Albrecht.
En 1964 elle est diplômée des Beaux-arts Elam de l'université d'Auckland.
Les premières œuvres d'Albrecht, à l'école d'art et les années suivantes, sont figuratives : « le protagoniste est toujours une femme, et la femme est souvent nue ».
Au cours des années 1970, le travail d'Albrecht devient de plus en plus abstrait, même si elle commence encore souvent par l'observation du paysage, en faisant des études dans des endroits comme la côte ouest d'Auckland et le port de Manukau.
Après avoir enseigné de 1967 à 1971, en 1985 elle voyage à New York, en France et en Italie. Elle parcourt l'Europe en 1987, voyage en Angleterre et en France en 1991. Après avoir séjourné à Londres en 1992, elle vit à Auckland.

## Expositions

### Collectives
- 1963, Society of Art, Auckland[3]
- 1985, 22 Wooster street New York[3]

### Personnelles
- 1964, Ikon, Auckland[3]
- 1985, 1998, Sue Crockford, Auckland[3]